# CVJM-Landesverband Bayern
Der CVJM-Landesverband Bayern e. V. ist ein christlicher, rechtlich selbständiger Jugendverband. Er ist Mitglied des deutschen Dachverbandes des CVJM, dem CVJM-Gesamtverband in Deutschland, dem Deutschen Jugendherbergswerk (DJH) und weiteren Verbänden. Über seine Mitgliedschaft in der Evangelischen Jugend Bayern (ejb), ist er auch Mitglied der Arbeitsgemeinschaft der Evangelischen Jugend (aej) und dem Bayerischen Jugendring (BJR).

## Allgemeines
Der CVJM-Landesverband Bayern e. V. besteht aus gut 100 aktiven CVJM Ortsvereinen und Gruppen mit ihren angeschlossenen Jugendkreisen aus Bayern (und zwei assoziierten Mitgliedern aus Österreich). Er beschäftigt ca. 65 Voll- und Teilzeitmitarbeitende.
Diese Ortsvereine und Gruppen haben gut 12.000 Mitglieder und rund 4000 ehrenamtlich Mitarbeitende. Durch regelmäßige (u. a. wöchentliche) und gelegentliche Veranstaltungen werden jährlich ca. 90.000 Menschen erreicht.
Der CVJM-Landesverband bietet ein breites Angebot an Bildungsprogrammen, Freizeiten, Seminaren, Besuchsdiensten, Vereinsberatung und persönlicher Begleitung von Verantwortlichen an. Er betreibt zwei Jugendherbergen. Ein Hotel, bewirtschaftete und unbewirtschaftete Gästehäuser bzw. Hütten und Zeltplatz werden von einzelnen Vereinen angeboten und gemeinsam mit den Jugendherbergen über die Plattform des Gesamtverbandes vermarktet. Die Arbeitsbereiche neben den Jugendherbergen sind Kinder, Familien, Jugend, Junge Erwachsene/18plus (einschließlich Studenten), Erwachsene, Erlebnispädagogik, Musik und Sport, International, Integration, Missio- und Movingpoint, Vereinsentwicklung. Neben den besonderen, jährlichen Veranstaltungen bieten das Burgfest zum Schuljahresanfang und die Gesamtmitarbeitertagung zum Jahresausklang weitere Höhepunkte der Arbeit. Der CVJM-Landesverband bietet die Möglichkeit zum Freiwilligen Sozialen Jahr (FSJ), Bundesfreiwilligendienst und internationalem Volontariat.

## Innere Struktur
Der Sitz des Verbandes ist in Nürnberg. Vorsitzende ist seit November 2015 Carola Welker. Sie löste damit Werner Kurz aus Bayreuth ab, der das Amt von Mai 2002 bis November 2015 innehatte. Generalsekretär ist seit September 2015 Michael Götz aus Nürnberg.
Die Organe des Landesverbandes sind die Delegiertenversammlung, der Hauptausschuss, der Erweiterte Vorstand und der Vorstand.
Die Delegiertenversammlung tritt einmal im Jahr zusammen und besteht aus den Delegierten der Ortsvereine. Sie wählt alle vier Jahre den Hauptausschuss, der aus 20 bis 40 Mitgliedern besteht. Der Hauptausschuss wählt fünf bis sieben seiner Mitglieder in den Gesamtvorstand, außerdem den Vorsitzenden, die stellvertretenden Vorsitzenden und den Schatzmeister, die den engeren Vorstand bilden.

## Landessekretäre
Im CVJM Bayern gibt es neun hauptamtliche Landessekretäre und Landessekretärinnen, die jeweils einen bestimmten Aufgabenbereich haben:
- Block, Micha (Kinder)
- Gass, Daniel (Junge Erwachsene, Internationale Arbeit)
- Giesler, Friederike (GlobalCastle)
- Göttlicher, Thomas (KonfiCastle, Musik und Kreatives)
- Schlosser, Clemens (Teenager, Jungen)
- Schmid, Martin (Vereinsentwicklung)
- Reichstein, Hannah (GlobalCastle)

## Geschichte
In Nürnberg-Gostenhof wurde 1890 im Kontext der Gemeinschaftsbewegung ein christlicher Jünglingsverein gegründet, der zum bedeutendsten bayerischen CVJM aufsteigen sollte. Hier entstand auch der erste bayerische Posaunenchor. 1898 wurde dann der CVJM-Nürnberg gegründet, dem sich der Gostenhofer CVJM 1905 als Zweigverein anschloss.
1903 wurde der „Bayerische evang.-luth. Jünglingsbund“ gegründet, der sich 1908 in „Bayerischer Bund der Christlichen Vereine junger Männer und evangelischen Jünglingsvereine“ umbenannte. 1910 entstanden unter anderem in Bayern die ersten evangelischen Pfadfindergruppen im CVJM nachdem 1909 das Pfadfinderbuch „Scouting for Boys“ ins Deutsche übertragen wurde.
Große Erfolge konnte der CVJM in den 1920er Jahren mit „Winterlagern“ und „Rüstzeiten“ verbuchen und wurde damit zum bedeutendsten evangelischen Verband für männliche Jugendarbeit. Im Jahre 1925 erwarb der CVJM Bayern die Burg Wernfels in der Nähe von Spalt, die in der Folge zu einer Art „geistlichem Zentrum“ des Landesverbandes wurde. Bis 1932 waren in Bayern ca. 24.000 Jugendliche in evangelischen Jugendverbänden organisiert, das sind ca. 7 % der evangelischen Jugendlichen (10–20 Jahre) in Bayern. Der CVJM konnte davon 41 % der männlichen Jugendlichen auf sich vereinen.
Bis 1934 zerschlugen die Nationalsozialisten die freie Jugendarbeit und damit auch die Strukturen der evangelischen Jugendarbeit in Bayern. Eine eigenständige Arbeit auf Verbandsebene war nicht mehr möglich. In Bayern lösten sich deshalb viele Jugendgruppen auf und firmierten von da an als freie „Gemeindejugend“, die keine feste Mitgliedschaft kannte. So konnte ein Teil der Jugendarbeit weitergehen. Der CVJM musste seine Kinder- und Jugendarbeit einstellen, konnte jedoch als Verein (der Erwachsenen) bestehen bleiben.
Nach 1945 erfolgte der Wiederaufbau in Bayern mit nationaler Hilfe, insbesondere aus den USA und aus Großbritannien. Die Evangelische Jugend entwickelte sich ab dieser Zeit in zwei Gleisen, der Gemeindejugend und der Verbandsjugend. Der CVJM wurde bald wieder zum größten evangelischen Jugendverband in Bayern. Er kümmerte sich nach dem Krieg in besonderer Weise um Kriegsgefangene, Heimkehrer und Vertriebene.
In den 1950er und 1960er Jahren entwickelte sich im CVJM eine rege Kinder- und Jugendarbeit, mit Schwerpunkten auf Sport, Spiel, diakonischer Arbeit und Verkündigung des Evangeliums. Neben wöchentlichen Gruppenstunden (Jungschar und Jugendgruppen) geschah dies auch bei Pfingsttreffen oder großen Sommer-Zeltlagern. In den 1960er Jahren wurden auch gesellschaftspolitische Themen in Arbeitskreisen behandelt. In den 1970er Jahren wurden viele CVJM durch die aus den USA kommenden Jesus People beeinflusst, die eine neue, stark emotional gefärbten Religiosität vertraten. In München entstand mit dem „John-Mott-Haus“ eine neue, stadtteilbezogene Form der Jugendsozialarbeit, die sich vor allem auch an Jugendliche mit einem Migrationshintergrund wendet. In den 1980er Jahren kam aus Norwegen die Ten-Sing-Arbeit (Musik) und in den 1990er Jahren die Missiopoints als neue Formen missionarischer Jugendarbeit hinzu.
Die Teilnahme von Mädchen und jungen Frauen an CVJM-Gruppen ist zwar schon seit den Anfängen belegt, führte aber in Deutschland lange nicht zu der Möglichkeit einer gleichberechtigten Mitgliedschaft. Seit 1919 war es Frauen möglich, unterstützende Mitglieder der deutschen „Arbeitsgemeinschaft CVJM“ zu werden. 1976 beschloss der bayerische Landesverband nach intensiver Diskussion als erster der deutschen Landesverbände die Umbenennung in „Christlicher Verein Junger Menschen“ und nahm ab da Mädchen als voll gleichberechtigte Mitglieder in seinen Vereinen auf.

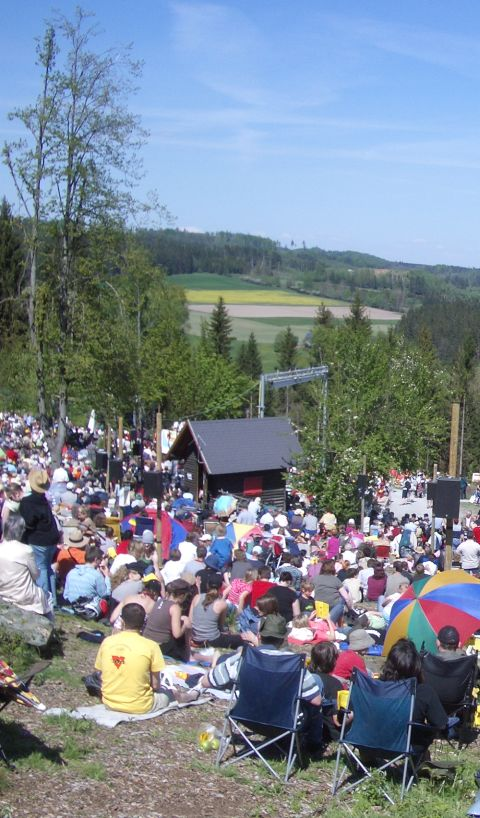
Pfingsttagung in Bobengrün

## Pfingsttagung in Bobengrün
Am Pfingstwochenende veranstaltet der Mitgliedsverein Bobengrün des CVJM Bayern jährlich eine Tagung im und rund um das Froschbachtal bei Bad Steben im Frankenwald. „Pfingsten in Bobengrün“ ist überregional bekannt – von Pfingstsamstag bis Pfingstmontag kommen über 10.000 Besucher, um christliche Gemeinschaft zu erleben und mitten im Wald gemeinsam zu singen, zu beten, zu feiern und Predigten zu biblischen und christlichen Themen unter freiem Himmel zu hören. Viele Teilnehmer campieren auf dem Gelände. Die Tagung hat eher den Charakter eines christlichen Open-Air-Festivals. Die Gründung der Pfingsttagung 1946 ist eine Spätfolge einer damals sogenannten Erweckung in Bobengrün in den 1920er Jahren. Heute spricht man von „geistlichem Aufbruch“ statt Erweckung.

## KonfiCastles
Jedes Jahr finden im Frühjahr und im Herbst sogenannte KonfiCastle auf der Burg Wernfels statt. In diesen kommen Konfirmanden aus ganz Bayern zusammen.